# Mikania tripartita
Mikania tripartita là một loài thực vật có hoa trong họ Cúc. Loài này được Urb. & Nied. mô tả khoa học đầu tiên năm 1901.